# Бурбон, Анна Луиза Бенедикта де
А́нна Луи́за Бенеди́кта де Бурбо́н (фр. Anne Louise Bénédicte de Bourbon, 8 ноября 1676, Париж — 23 января 1753, Париж) — дочь Анри Жюля де Бурбона, принца де Конде, и Анны Баварской, герцогиня Мэнская. Получила хорошее для своего времени образование; вследствие приступов безумия у её отца воспитывалась в основном матерью.

## Биография
19 марта 1692 года (в возрасте 15 лет) против воли выдана замуж за Луи Огюста де Бурбона, герцога Мэнского, сына Людовика XIV и его любовницы мадам де Монтеспан. Владела небольшим замком в Со, где создала известнейший салон своего времени, объединивший многих писателей, художников и философов, предавалась развлечениям и принимала участие в политических интригах.
Рассерженная действиями регента Филиппа Орлеанского касательно ухудшения положения внебрачных детей Людовика XIV, ранее считавшихся по статусу выше пэров Франции, она побудила своего мужа участвовать в так называемом заговоре Челламаре, целью которого была передача регентства королю Испании Филиппу V. Заговор, однако, был раскрыт, и герцогиню в 1719 году заключили в тюрьму в Дижоне.
В следующем году она возвратилась в Со, где возродила свой салон и собрала вокруг себя большое количество поэтов и острословов. После смерти в 1736 году Луи Огюста Людовик XV сохранил за нею и её детьми замок в Версале, где она и прожила до конца жизни.

## Дети
В браке родилось семеро детей, пятеро из которых умерли в раннем детстве. Два выживших сына — Луи Огюст, принц Домб (1700—1755) и Луи Шарль, граф д’Э (1701—1775) — наследников не оставили, так как не были женаты.